# Taalgids

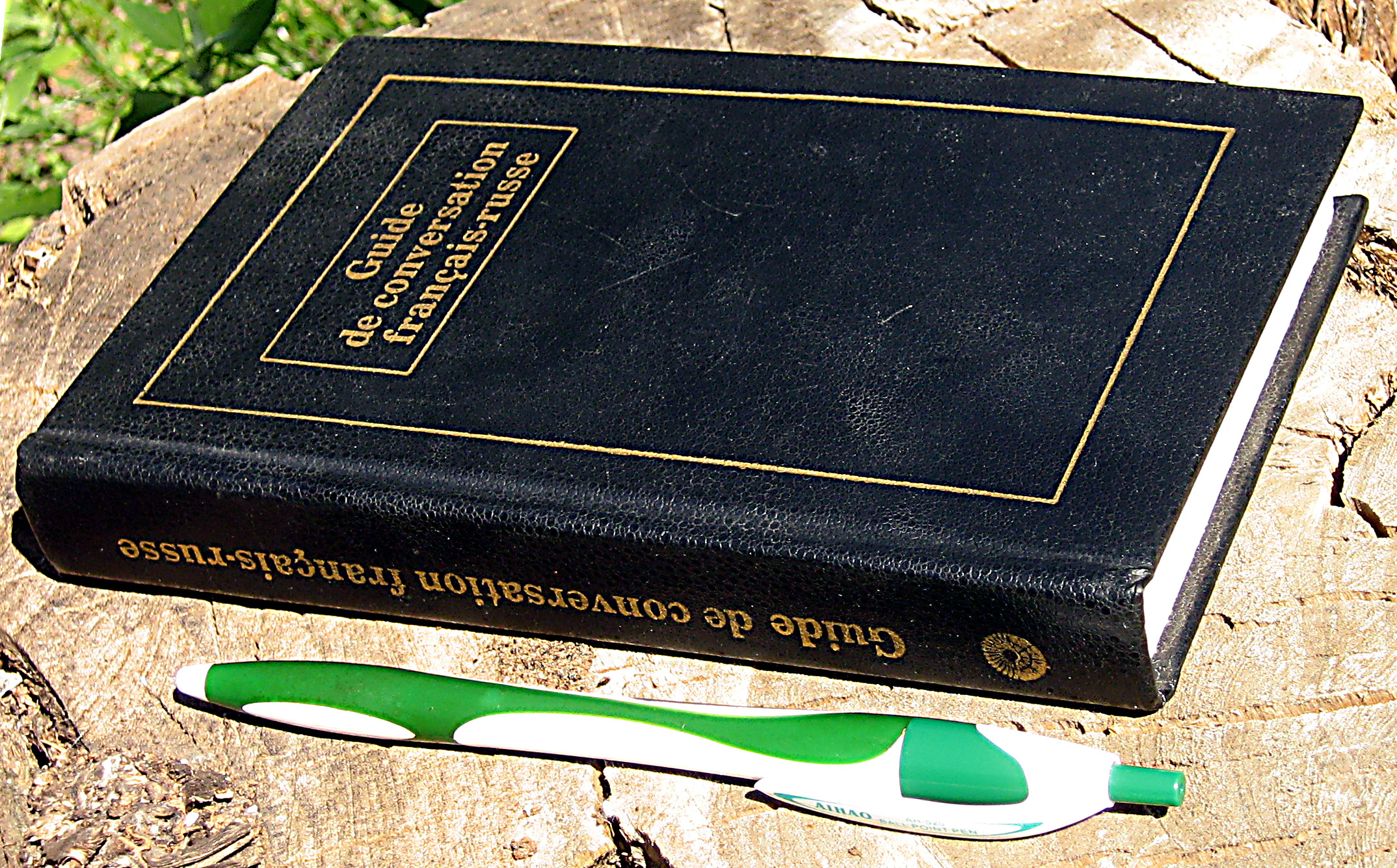
Een taalgids

Een taalgids is een boek (meestal in klein en dun formaat) dat gebruikt kan worden als beknopt naslagwerk voor onderweg of studie.
Taalgidsen bevatten vaak naast de elementaire woordenschat in de bron- en doeltaal (en soms ook andersom) ook korte voorbeeldzinnetjes in de twee talen, die gebruikt kunnen worden in specifieke situaties. Veel taalgidsen zijn zodanig opgezet dat er met categorieën (uitgaan, reizen, gesprek, voedsel, geneeskunde) gewenste zaken redelijk gemakkelijk kunnen worden opgezocht. Taalgidsen bevatten doorgaans ook een beknopte woordenlijst op alfabet.
Doel van taalgidsen is niet enkel de gebruiker van dienst te zijn bij reizen in andere taalgebieden (taalgidsen kunnen handig zijn tijdens het reizen, bijvoorbeeld om in een vreemde taal een garage te kunnen vinden of gesprekjes te kunnen voeren over de menukaart), maar kan ook didactisch zijn: de gebruiker kan met een taalgids een begin maken met het aanleren van een vreemde taal. 
Een taalgids kan ook als handboek worden gebruikt. Sommige taalgidsen bieden naast taalkundige zaken ook overzichtjes van bezienswaardigheden, uitgaanstips, en een beknopt overzicht van de grammatica, spelling en uitspraak van de vreemde taal.

## Historie
Taalgidsen hebben reeds een lange geschiedenis. Zo zijn er Duitse taalgidsen bekend uit het  begin van de 17e eeuw:
- Een Grieks-Latijnse taalgids van Johann von Possel: Oikein Dialogn Biblion Ellnisti kai romaisti Familiarium Colloquiorum Libellus Graece Et Latine: auctus & recognitus Accessit & utilis Dialogus de ratione studiorum recte instituenda. Item Oratio de ratione discendae ac docendae linguae Latinae & Graecae. Druk: Wittenberg  1601
- Een Duits-Tsjechische taalgids van Ondej Klatowsky: Knika w Ceském a Nmeckém Gazyku sloená kterakby Cech Nmecky, a Nmec Cesky isti, psáti, y muwiti, viti se ml Ein Büchlein in Behmischer und Deutscher Sprach wie ein Behem Deutsch deßgleichen ein Deutscher Behemisch lesen/ schreiben und reden lernen sol Praag, Druk: Weleslawin 1603
- Een Latijns-Frans-Duitse taalgids: Colloquia Familiaria Et Quotidiana Linguae Gallicae cupidis utilia & summè necessaria Colloques Familiers Fort Utiles Et Necessaires à ceux qui desirent apprendre la langue Françoise Gemeine tägliche Gespräch Denen so die Französische Sprach begeren zu lernen sehr Nutzlich und Nohtwendig. Straatsburg Ledertz 1603

## Voorbeelden van moderne taalgidsen
- Tsjechisch op Reis
- Portuguese, the rough guide

## Elektronisch
Met de komst van de informatica nemen ook het aantal elektronische taalgidsen toe, die dan als programmaatje op bijvoorbeeld draagbare computers of mobiele telefoons kunnen worden geïnstalleerd.